# Rumdoodle Lake
Der Rumdoodle Lake ist ein fast runder 5 Hektar großer und permanent zugefrorener See im ostantarktischen Mac-Robertson-Land. In den Framnes Mountains liegt er in unmittelbarer Nachbarschaft zum Rumdoodle Peak in der North Masson Range.
Das Antarctic Names Committee of Australia benannte ihn 1983 in Anlehnung an die Benennung des benachbarten Bergs. Dessen Namensgeber ist der Roman Die Besteigung des Rum Doodle des britischen Schriftstellers William Ernest Bowman aus dem Jahr 1956, der zu den meistgelesenen Werken auf der Mawson-Station gehört.